# キュウリソーダ

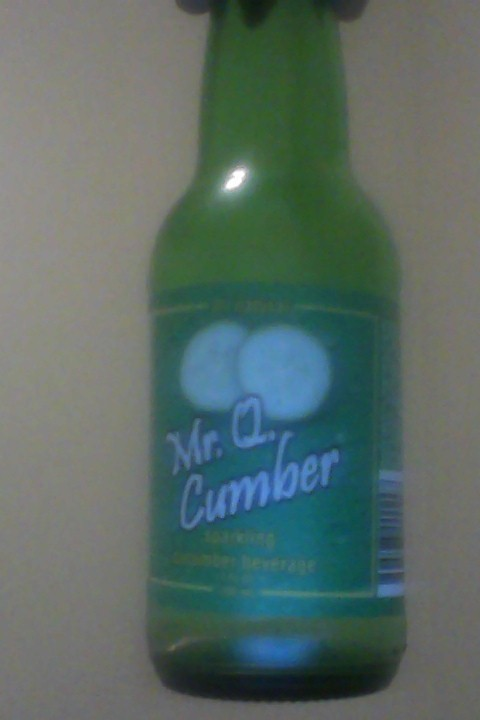
Mr.Qのキュウリソーダ

キュウリソーダは、Mr.Q Cumberを筆頭に、様々なメーカーが製造している炭酸飲料の一種。ペプシは一部の市場で冷製キュウリ味を販売している。また、米国では家庭でソーダ製造機を用いても作られている 。